# Distenia splendens
Distenia splendens är en skalbaggsart som beskrevs av Bates 1870. Distenia splendens ingår i släktet Distenia och familjen långhorningar. Inga underarter finns listade i Catalogue of Life.